# 曼塔靈阿漢山豬籠草
曼塔靈阿漢山豬籠草（學名：Nepenthes mantalingajanensis）是菲律宾巴拉望岛最高峰曼塔林加汉山顶峰特有的熱帶食虫植物，其存在于海拔1700至2085米处。其种加词“mantalingajanensis”来源于曼塔林加汉山。

## 植物学史
1992年，植物学家G·C·G·阿金特（G. C. G. Argent）和E·M·罗梅罗（E. M. Romero）在对曼塔林加汉山山顶的一次考察中，首次采集到了曼塔林加汉山猪笼草。该编号为“G.C.G.Argent & E.M.Romero 92114”的标本于1992年3月2日被采集于海拔1700米处，并存放于伦敦皇家植物园植物标本馆（K）中。
早在1998年前，曼塔林加汉山猪笼草就已被引入栽培，在当时正式描述还未发表，所以其被暂时称为“Nepenthes spec. Palawan 1”。2007年，约阿希姆·那兹和安德烈亚斯·维斯图巴在2007年的一期《露叶茅膏菜》中正式描述了曼塔林加汉山猪笼草。编号为“J.Nerz & A.Wistuba P001”的标本被指定为正模标本，其存放于德国蒂宾根大学生物研究所标本馆（TUB）中。

## 形态特征
曼塔林加汉山猪笼草的植株长30至60厘米。其茎为圆柱形，直径可达1厘米，但似乎不会出现攀援茎。
曼塔林加汉山猪笼草的叶片具柄至具小柄，革质，呈宽披针形，可长达20厘米，宽至6厘米。叶尖通常为急尖或钝尖，但其也可能为盾形，笼蔓与叶片的衔接处可距离叶尖达4毫米。叶基渐狭。叶柄抱茎，呈槽状，可长达7厘米。笼蔓可长达30厘米。
曼塔林加汉山猪笼草的下位笼一般为卵形或壶形，但生长嵌入基质的下位笼更接近于球形。老年植株的下位笼更细长，基部一般较窄。其下位笼都较小，通常仅高约15厘米，宽至6.5厘米。腹面的笼翼可宽达8毫米，翼须可长达5毫米，但其偶尔缩小成一对隆起。唇为圆柱形，可宽达2厘米。唇肋高约2毫米，间距约3毫米，唇齿可长达5毫米。唇的基部拉长形成唇颈，两唇之间存在间隙。笼盖为心形，末端为圆形或为尖端。其可长达5厘米，宽至4厘米，无附属物。笼盖基部后方的笼蔓尾可长达8毫米，不分叉或分叉。
经过对三个原生地数百个植株的观察，并没有发现具有攀援茎和上位笼的植株，这表明其上位笼非常少见或者根本不存在。据此推测，曼塔林加汉山猪笼草可能于其近缘的迪安猪笼草（N. deaniana）和惊奇猪笼草（N. mira）一样，只有在遮荫非常严重且有充足的植被以攀附的情况下才会生长出上位笼。
曼塔林加汉山猪笼草的花序为总状花序，其可长达35厘米，宽至3厘米。总花梗可长达25厘米，宽至8毫米，雄性花序的花序轴可长达16厘米。每个花梗带1朵花，其可长达14毫米，具有约1毫米的苞片。花被片可长达4毫米，雌性花序的花被片为卵形至椭圆形，雄性花序的花被片为圆形至卵形。果荚长约18毫米，宽约6毫米。雄性花序有时会产生淡淡的甜味。
曼塔林加汉山猪笼草植株的大部分无毛，但笼蔓尾处披被着天鹅绒般的棕色毛被。

## 生态关系

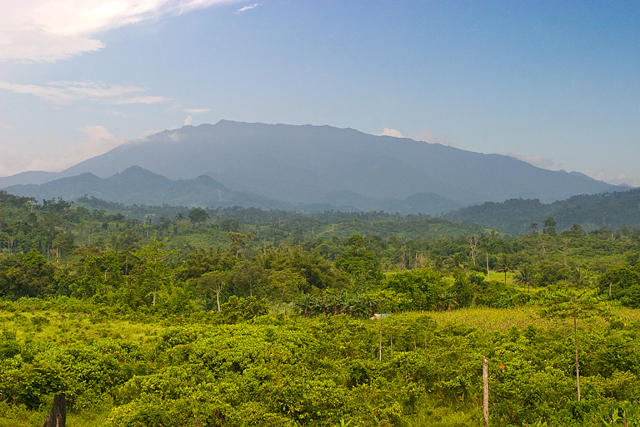
曼塔靈阿漢山，攝于2007年

已知的曼塔林加汉山猪笼草仅存在于菲律宾巴拉望岛曼塔林加汉山顶峰海拔1700米至2085米的地区。其也可能出现于曼塔林加汉山与其他较低海拔山峰连接的山脊上，但需要进一步的考察才能证实。
曼塔林加汉山猪笼草的典型原生地为高地山地森林和灌木林。在曼塔林加汉山山顶地区，其生长于亚高山灌木丛中，体型非常的矮小。这些灌木丛具风切冠，高度很少超过80厘米。在这样的开阔地区，曼塔林加汉山猪笼草直接暴露于阳光下，花序长度一般不会超过25厘米。曼塔林加汉山猪笼草与其他近缘的物种一样在野外与竹子之间存在竞争关系。
在斯图尔特·麦克弗森2009年的专著《旧大陆的猪笼草》中写道，由于曼塔林加汉山猪笼草广泛分布于曼塔林加汉山和一些偏远的山区，因此“目前未受到威胁”。曼塔林加汉山已成为保护区，且当地也有兴趣将其申请成为联合国教科文组织世界自然遗产。

## 相关物种
曼塔林加汉山猪笼草表现出与婆罗洲北部超基性地区及巴拉望岛和棉兰老岛的长毛猪笼草（N. villosa）之间存在近缘关系。长毛猪笼草被认为起源于婆罗洲的共同祖先。
曼塔林加汉山猪笼草表现出与巴拉望特有的爱登堡猪笼草（N. attenboroughii）、迪安猪笼草、莱昂纳多猪笼草（N. leonardoi）和惊奇猪笼草，同时还有棉兰老岛特有的盾叶猪笼草（N. peltata）之间存在着密切的近缘关系。可以基于叶片的形状将它们区分开来，曼塔林加汉山猪笼草的叶片小而窄，且其末端为急尖。虽然曼塔林加汉山猪笼草的下位笼类似于惊奇猪笼草，但它们的叶片形状仍显著不同。

## 扩展阅读
- New Nepenthes species from Mt. Mantalingahan （页面存档备份，存于） 來自曼塔靈阿漢山的新品種豬籠草
- 食虫植物照片搜寻引擎中曼塔林加汉山猪笼草的照片 （页面存档备份，存于）

 维基共享资源上的相關多媒體資源：曼塔靈阿漢山豬籠草
 維基物種上的相關：曼塔靈阿漢山豬籠草